# 餘部橋梁
35°38′58.74″N 134°33′36.36″E / 35.6496500°N 134.5601000°E

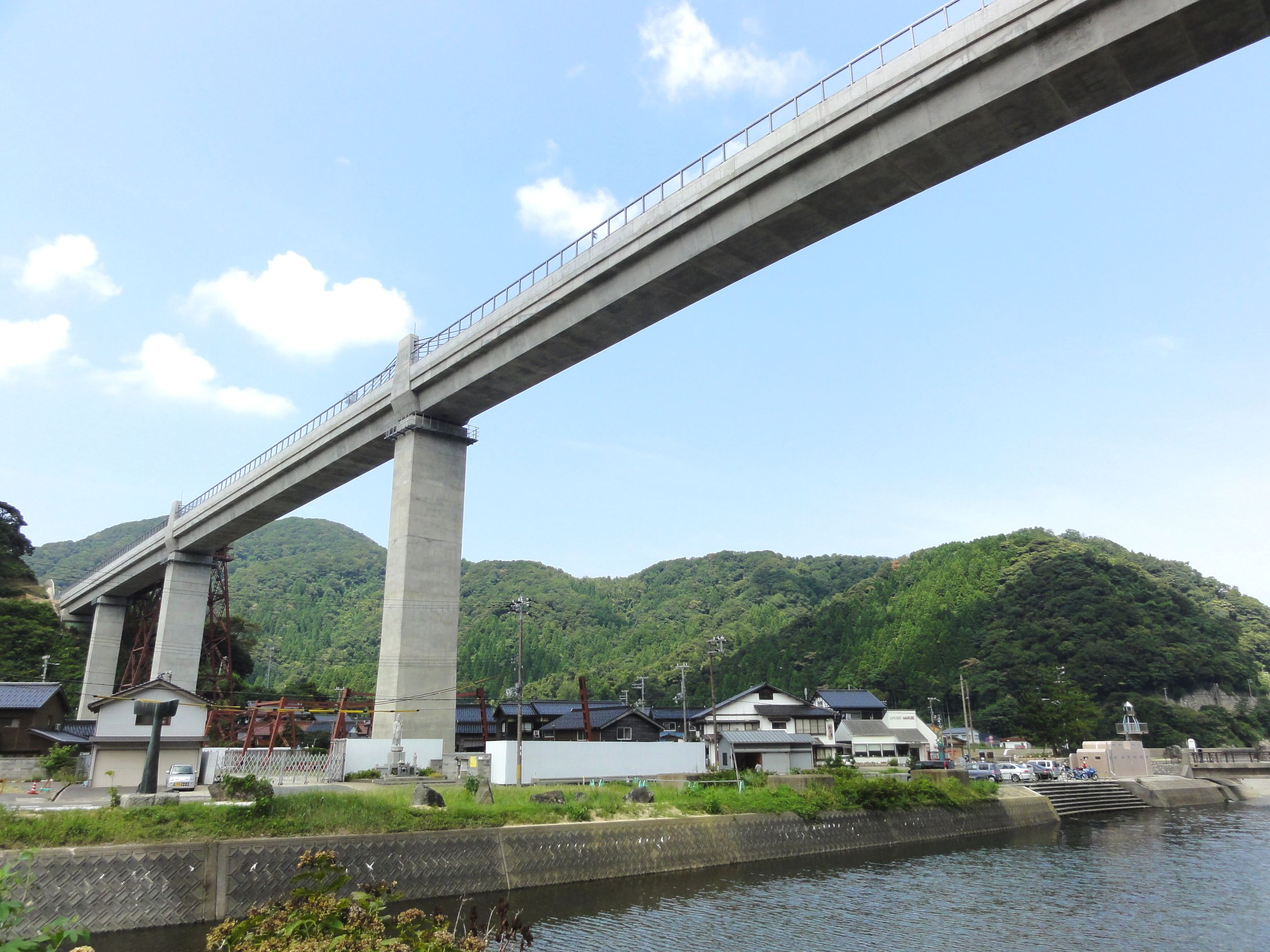
余部橋（第二代，為水泥橋）

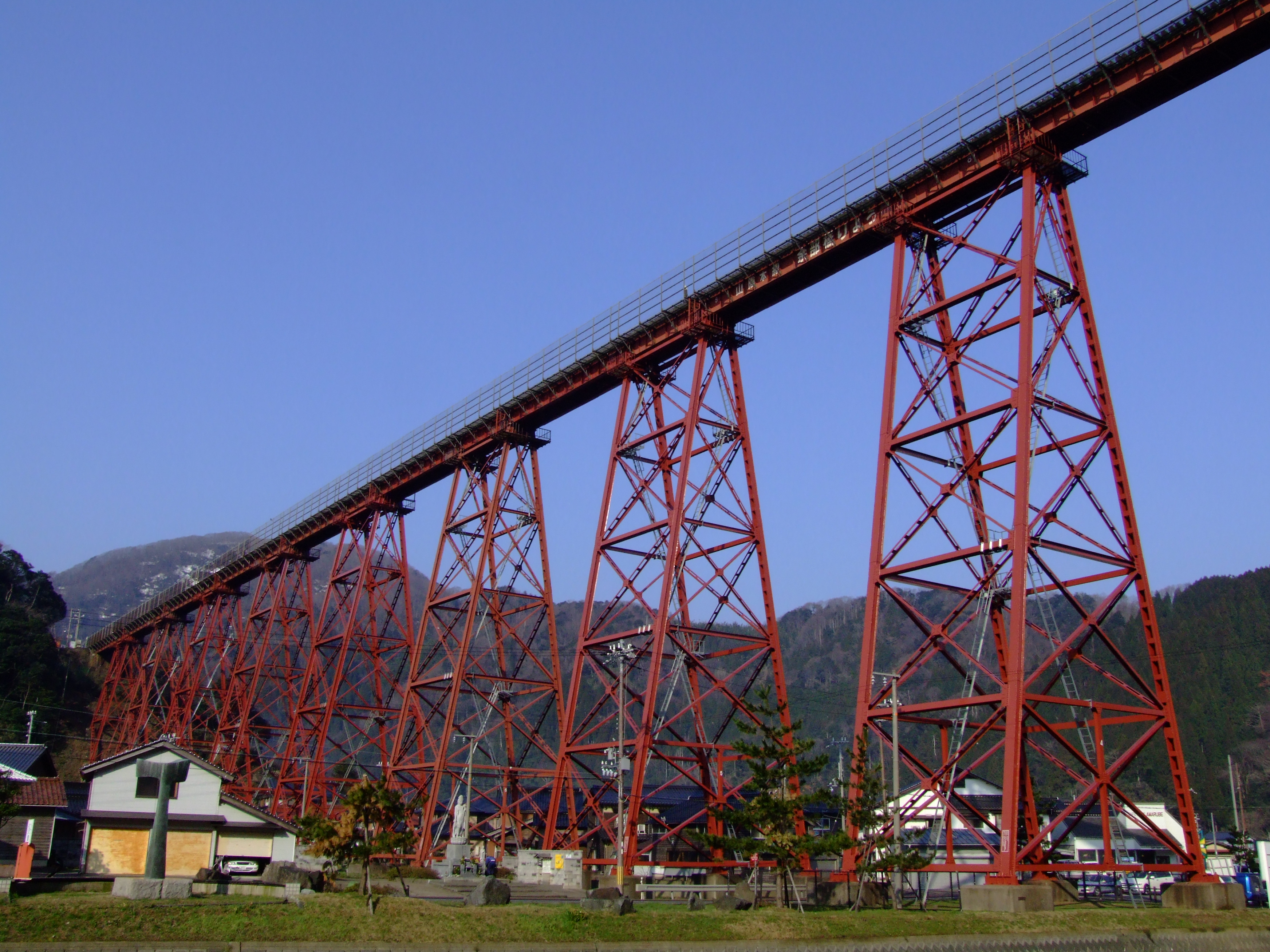
舊余部橋（第一代，為鋼梁橋）

余部橋樑（日语：〔〕／ Amarube Kyōryō */?），又稱余部橋，2010年改建前又稱余部鐵橋，是位於日本兵庫縣香美町香住區的高架鐵路橋，由JR西日本的山陰本線使用。第一代的鋼梁排架橋於1909年（明治42年）12月開工、1912年（明治45年）3月1日竣工；現今採用脊背橋設計的第二代橋梁在2007年3月開工、2010年8月12日啟用。在舊橋改建前，由於其不同一般鐵橋的美式構造與特殊的地理位置，吸引許多鐵道迷及觀光客參觀攝影，是山陰地方的觀光名勝之一。

## 概況
- 位置：兵庫縣美方郡香美町（原城崎郡香住町），山陰本線鎧、餘部兩車站之間。
- 橋長度：310.59公尺
- 橋高度：41.45公尺
- 橋墩：舊橋：11座；新橋：4座
- 桁架：舊橋：23連
- 路線：單線
- 橋下方為國道178號穿過。

## 建設經過
余部橋位於日本海沿岸，為多山的地形，在山陰本線興建時，日本技師古川晴一與美國技師討論後決定興建一座橋梁。由美國技師主導設計，正因為如此，橋梁是十足的美國式風格。鋼材由美國運到日本九州的門司港之後，轉送到施工地點加以施工。以當年的工程技術，艱難的程度僅次於同樣位於山陰本線的桃觀隧道，動員了25萬人次工人參與施工，高危險的程度讓施工單位為施工人員投保了2萬日元的保險。

## 行車事故

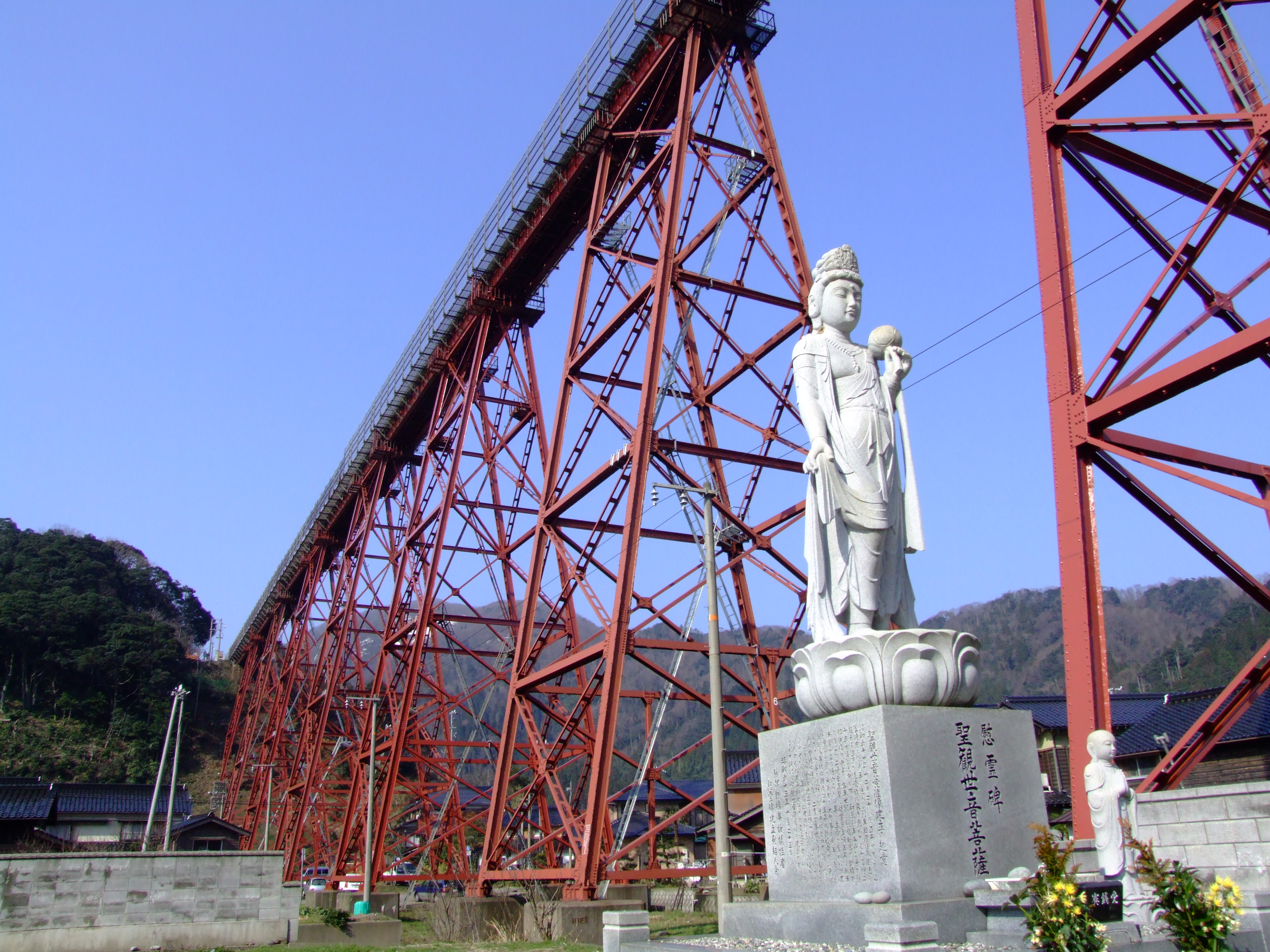
余部橋下的慰靈碑

1986年12月28日的下午1時25分左右，從香住車站迴送到濱坂車站的「雅」號列車（Miyabi）行經余部橋時，突然被日本海方向來的風吹襲，七節客車車廂全部墜落橋下，僅機車與一節客車的一組轉向架未墜橋。墜橋後砸中橋下的一座水產加工工廠，造成了工廠員工5人以及列車車長1人喪生。事發原因是因為列車司機漏看了風速超過每秒25公尺時的警示號誌而未停車等待風歇，這是余部橋通車以來最為嚴重的行車事故。事故之後，當年的日本國鐵規定該路段的風速超過每秒20公尺時，該路段所有列車均要停駛，改用公路巴士接駁。1988年10月23日，在事故地點立了慰靈碑，以及一尊觀世音菩薩的石像，每年的12月28日都會舉行法會以慰往生者之靈。

## 改建

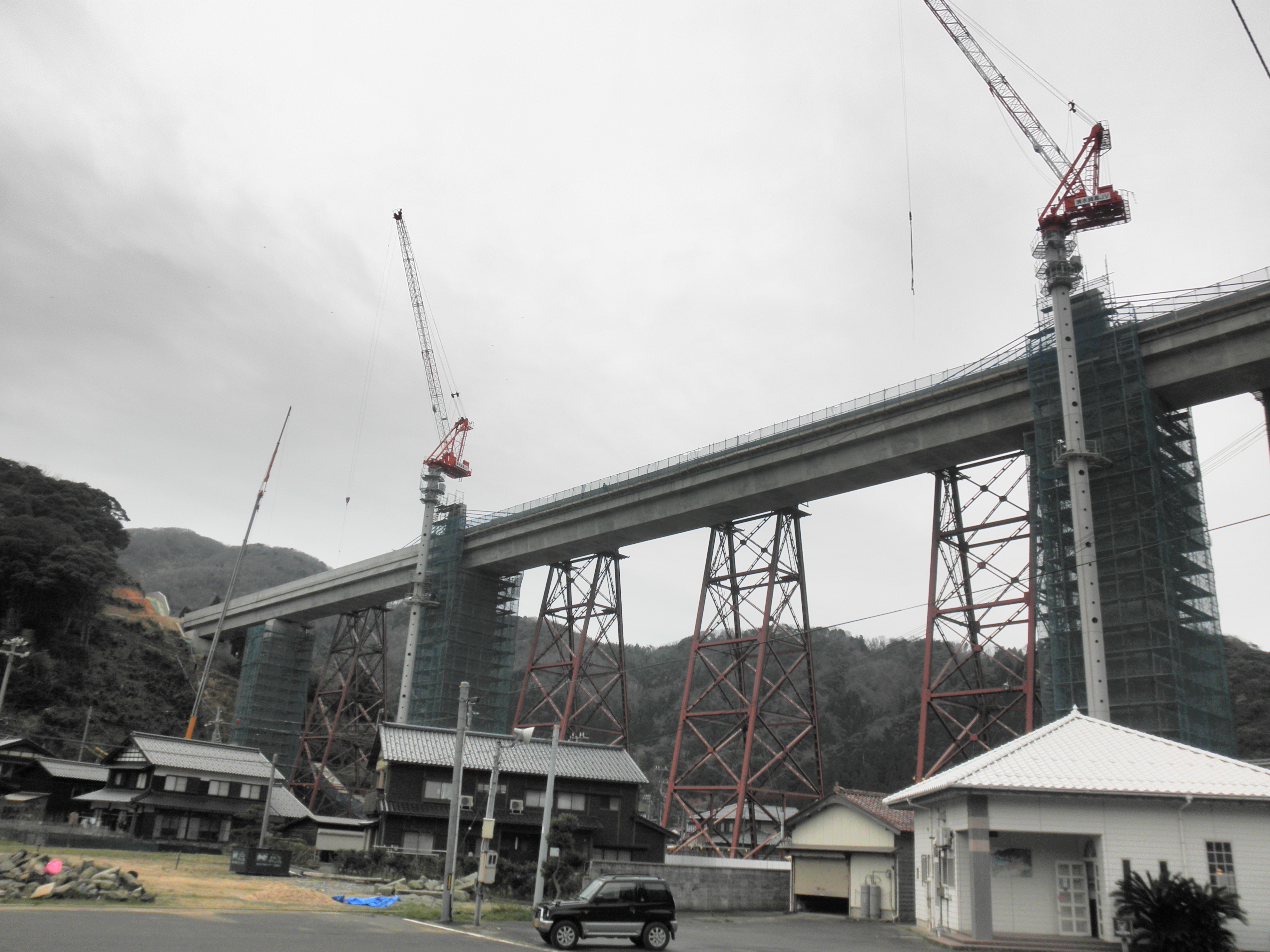
新橋施工時（2010年3月底）

因為鐵橋使用90年，且當地風大，為了行車安全起見，JR西日本規劃在原橋往山側（南側）6公尺處興建新橋，預算30億日圓。但當地人反應兩極，一方認為搭建新橋後將破壞原橋的美觀，再也無觀光的價值；另一方則贊成盡速改建，以降低列車通過時噪音以及鐵鏽掉落。
基於安全考量，2007年3月29日開始進行預力混凝土新橋興建工程，舊鐵橋於2010年7月16日通過最後列車之後正式停用，濱坂到香住之間暫以公路接駁，並於7月23日開始進行橋東側的切換工程，拆除鐵橋的一端的鋼梁後，一端的水泥橋面（長98公尺，重3800公噸）以油壓機械移動與原路線銜接，30日施作西側的切換工程。水泥新橋已於8月12日完工啟用。完工後可讓列車在低於風速每秒30公尺的情形下安全通過。
鐵橋停用後，當地政府保存一部份靠近餘部車站端的橋體，興建「余部鐵橋「天空之站」」做為展望台之用，2013年5月3日舊橋體改建為展望台的工程竣工開放參觀，2017年11月26日啟用天空之站的電梯，使得在車站上下車的旅客及參觀天空之站的遊客更為便利。